# Campionat del Món d'atletisme de 2009
El Campionat del Món d'Atletisme de 2009 (en alemany: 12. IAAF Leichtathletik WM Berlin 2009) se celebra a Berlín (Alemanya) entre el 15 i el 23 d'agost de 2009 sota l'organització de l'Associació Internacional de Federacions d'Atletisme i la Federació Alemanya d'Atletisme.
El 4 de desembre de 2004 a Hèlsinki, el consell directiu de l'organisme internacional escollí la capital alemanya, després de descartar opcions com València o Split.
Les competicions es desenvolupen a l'Estadi Olímpic de Berlín i les proves de marxa i marató en un circuit urbà a la capital alemanya. La mascota de l'esdeveniment és un os bru que té el nom de 'Berlino'.
És la primera ocasió en un Mundial en el qual les proves de marxa i marató no finalitzen a l'estadi, ja que tenen com a meta la Porta de Brandenburg.

## Grans moments
En la segona jornada del Mundial es va celebrar la final dels 100 m llisos, potser la competició més transcendental de l'esdeveniment. El jamaicà Usain Bolt es va endur l'or i va aconseguir un nou rècord mundial: 9.58 s. Quatre dies després, Bolt va aconseguir el seu segon títol mundial en la final dels 200 metre llisos amb un temps de 19.19 s, un nou rècord mundial.
Espanya va obtenir la medalla d'or per mitjà de Marta Domínguez en la prova de 3000 m obstacles. La segona medalla, de bronze, la va guanyar Jesús Ángel García Bragado en la prova dels 50 km marxa. En l'última jornada, la fondista Natalia Rodríguez Martínez va arribar primera en la final de 1500 metres llisos, però fou desqualificada per decisió dels jutges per tenir un xoc amb una altra atleta en la competició.

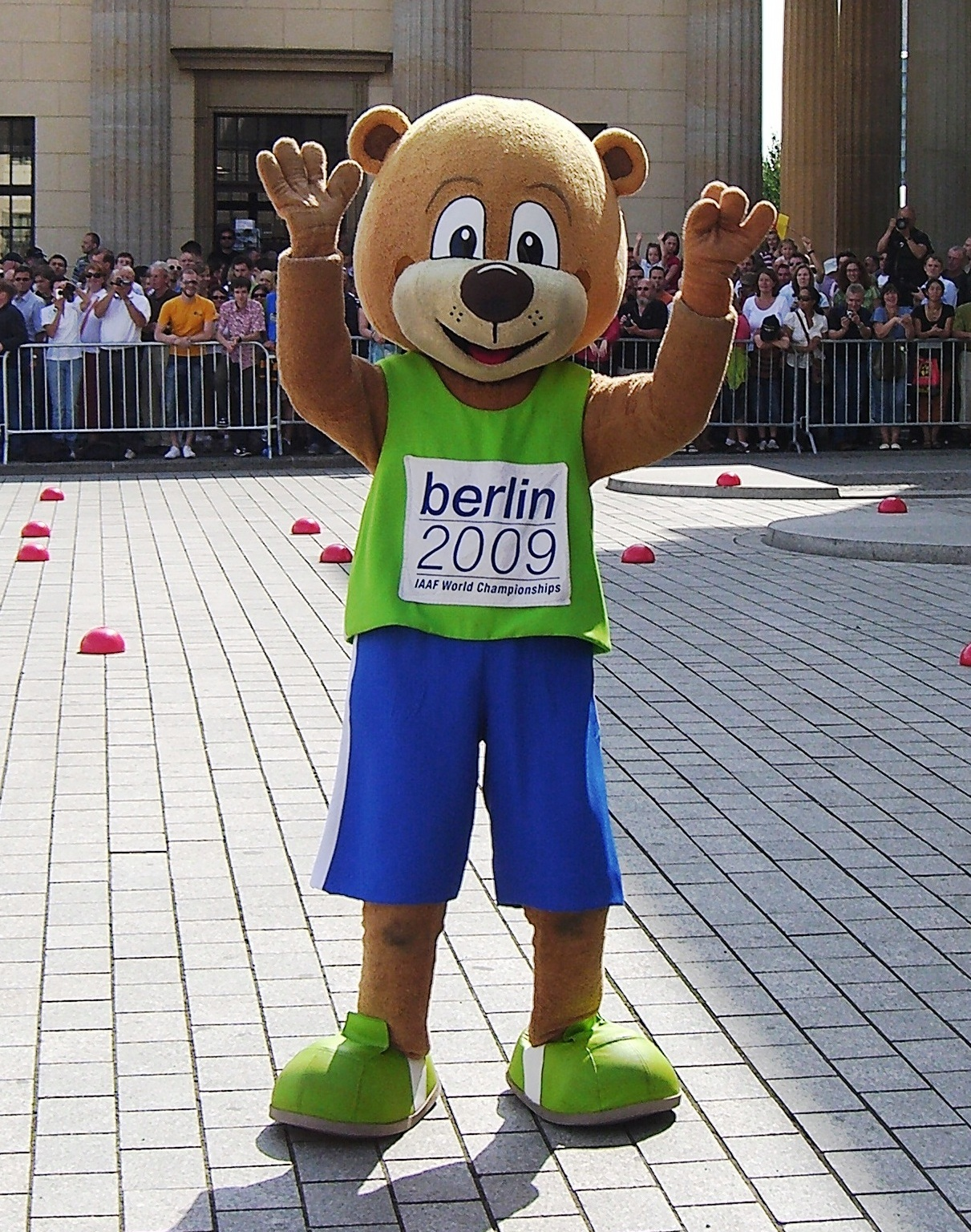
Mascota del campionat.

## Resultats masculins

### Curses
2005 | 2007 | 2009 | 2011 | 2013
| Proves | Or | Or          | Plata                                                                                                   | Plata       | Bronze                                                                                   | Bronze      |
| 100 m Detalls | Usain Bolt · Jamaica                                                                                                 | 9.58 WR     | Tyson Gay · Estats Units                                                                                | 9.71 NR     | Asafa Powell · Jamaica                                                                   | 9.84 SB     |
| 200 m Detalls | Usain Bolt · Jamaica                                                                                                 | 19.19 WR    | Alonso Edward · Panamà                                                                                  | 19.81 AR    | Wallace Spearmon · Estats Units                                                          | 19.85 SB    |
| 400 m Detalls | LaShawn Merritt · Estats Units                                                                                       | 44.06 WL    | Jeremy Wariner · Estats Units                                                                           | 44.60 SB    | Renny Quow · Trinitat i Tobago                                                           | 45.02       |
| 800 m Detalls | Mbulaeni Mulaudzi · Sud-àfrica                                                                                       | 1:45.29     | Alfred Kirwa Yego · Kenya                                                                               | 1:45.35     | Youssef Saad Kamel · Bahrain                                                             | 1:45.35     |
| 1500 m Detalls | Youssef Saad Kamel · Bahrain                                                                                         | 3:35.93     | Deresse Mekonnen · Etiòpia                                                                              | 3:36.01     | Bernard Lagat · Estats Units                                                             | 3:36.20     |
| 5000 m Detalls | Kenenisa Bekele · Etiòpia                                                                                            | 13:17.09    | Bernard Lagat · Estats Units                                                                            | 13:17.33    | James Kwalia C'Kurui · Qatar                                                             | 13:17.78    |
| 10000 m Detalls | Kenenisa Bekele · Etiòpia                                                                                            | 26:46.31 CR | Zersenay Tadese · Eritrea                                                                               | 26:50.12 SB | Moses Ndiema Masai · Kenya                                                               | 26:57.39 SB |
| Marató Detalls | Abel Kirui · Kenya                                                                                                   | 2:06:54 CR  | Emmanuel Mutai · Kenya                                                                                  | 2:07:48     | Tsegay Kebede · Etiòpia                                                                  | 2:08:35     |
| 110 m tanques Detalls | Ryan Brathwaite · Barbados                                                                                           | 13.14 NR    | Terrence Trammell · Estats Units                                                                        | 13.15       | Bershawn Jackson · Estats Units                                                          | 13.15       |
| 400 m tanques Detalls | Kerron Clement · Estats Units                                                                                        | 47.91 WL    | Javier Culson · Puerto Rico                                                                             | 48.09 PB    | David Payne · Estats Units                                                               | 48.23       |
| 3000 m obstacles Detalls | Ezekiel Kemboi · Kenya                                                                                               | 8:00.43 CR  | Richard Mateelong · Kenya                                                                               | 8:00.89 PB  | Bouabdellah Tahri · França                                                               | 8:01.18 AR  |
| 20 km marxa Detalls | Valeriy Borchin · Rússia                                                                                             | 3:38:35 WL  | Wang Hao · R.P. de la Xina                                                                              | 1:19:06 PB  | Eder Sánchez · Mèxic                                                                     | 1:19:22 SB  |
| 50 km marxa Detalls | Sergey Kirdyapkin · Rússia                                                                                           | 1:18:41     | Trond Nymark · Noruega                                                                                  | 3:41:16 NR  | Jesús Ángel García Bragado · Espanya                                                     | 1:19:22 SB  |
| 4x100 m Detalls | Jamaica · Steve Mullings · Michael Frater · Usain Bolt · Asafa Powell · Dwight Thomas* · Lerone Clarke*              | 37.31 CR    | Trinitat i Tobago · Darrel Brown · Marc Burns · Emmanuel Callander · Richard Thompson · Keston Bledman* | 37.62 NR    | Regne Unit · Simeon Williamson · Tyrone Edgar · Marlon Devonish · Harry Aikines-Aryeetey | 38.02 SB    |
| 4x400 m Detalls | Estats Units · Angelo Taylor · Jeremy Wariner · Kerron Clement · LaShawn Merritt · Lionel Larry* · Bershawn Jackson* | 2:57.86 WL  | Regne Unit · Conrad Williams · Michael Bingham · Robert Tobin · Martyn Rooney · David Greene*           | 3:00.53 SB  | Austràlia · John Steffensen · Ben Offereins · Tristan Thomas · Sean Wroe · Joel Milburn* | 3:00.90 SB  |
| AR Rècord del continent \| CR Rècord del campionat \| NR Rècord nacional \| OR Rècord olímpic \| PB/PR Millor marca personal/Rècord personal SB Millor marca personal de la temporada \| WL Millor marca mundial de l'any \| WR Rècord del món | |             | |             |                                                                                          |             |

* Corredors que només van participar en les sèries però també van rebre medalla.

### Concursos
2005 | 2007 | 2009 | 2011 | 2013
| Proves | Or                                | Or                  | Plata                               | Plata               | Bronze                       | Bronze   |
| align=center\| Salt d'alçada Detalls | Yaroslav Rybakov · Rússia         | align=center\| 2.32 | Kyriakos Ioannou · Xipre            | align=center\| 2.32 | Sylwester Bednarek Polònia   | 2.32     |
| align=center\| Salt d'alçada Detalls | Yaroslav Rybakov · Rússia         | align=center\| 2.32 | Kyriakos Ioannou · Xipre            | align=center\| 2.32 | Raul Spank Alemanya          | 2.32     |
| Salt amb perxa Detalls | Steven Hooker · Austràlia         | 5.90                | Romain Mesnil · França              | 5.85                | Renaud Lavillenie · França   | 5.80     |
| Salt de llargada Detalls | Dwight Phillips · Estats Units    | 8.54                | Godfrey Khotso Mokoena · Sud-àfrica | 8.47                | Mitchell Watt · Austràlia    | 8.37     |
| Triple salt Detalls | Phillips Idowu · Regne Unit       | 17.73 WL            | Nelson Évora · Portugal             | 17.55               | Alexis Copello · Cuba        | 17.36    |
| Llançament de pes Detalls | Christian Cantwell · Estats Units | 22.03 WL            | Tomasz Majewski · Polònia           | 21.91               | Ralf Bartels · Alemanya      | 21.37 PB |
| Llançament de disc Detalls | Robert Harting · Alemanya         | 69.43 PB            | Piotr Małachowski · Polònia         | 69.15 NR            | Gerd Kanter · Estònia        | 66.88    |
| Llançament de javelina Detalls | Andreas Thorkildsen · Noruega     | 89.59 SB            | Guillermo Martínez · Cuba           | 86.41 SB            | Yukifumi Murakami · Japó     | 82.97    |
| Llançament de martell Detalls | Primož Kozmus · Eslovènia         | 80.84 SB            | Szymon Ziółkowski · Polònia         | 79.30 SB            | Aleksey Zagornyi · Rússia    | 78.09    |
| Decatló Detalls | Trey Hardee · Estats Units        | 8740 WL             | Leonel Suárez · Cuba                | 8640                | Aleksandr Pogorelov · Rússia | 8528 PB  |
| AR Rècord del continent \| CR Rècord del campionat \| NR Rècord nacional \| OR Rècord olímpic \| PB/PR Millor marca personal/Rècord personal SB Millor marca personal de la temporada \| WL Millor marca mundial de l'any \| WR Rècord del món |                                   |                     |                                     |                     |                              |          |

## Resultats femenins

### Curses
2005 | 2007 | 2009 | 2011 | 2013
| Proves | Or | Or          | Plata | Plata      | Bronze | Bronze     |
| 100 m Detalls | Shelly-Ann Fraser · Jamaica                                                                                       | 10.73 WL NR | Kerron Stewart · Jamaica                                                                                   | 10.75 PB   | Carmelita Jeter · Estats Units | 10.90      |
| 200 m Detalls | Allyson Felix · Estats Units                                                                                      | 22.02       | Veronica Campbell-Brown · Jamaica                                                                          | 22.35      | Debbie Ferguson-McKenzie · Bahames | 22.41      |
| 400 m Detalls | Sanya Richards · Estats Units                                                                                     | 49.00 WL    | Shericka Williams · Jamaica                                                                                | 49.32 PB   | Antonina Krivoshapka · Rússia | 49.71      |
| 800 m Detalls | Caster Semenya · Sud-àfrica                                                                                       | 1:55.45 WL  | Janeth Jepkosgei · Kenya                                                                                   | 1:57.90 SB | Jenny Meadows · Regne Unit | 1:57.93 PB |
| 1500 m Detalls | Maryam Yusuf Jamal · Bahrain                                                                                      | 4:03.74     | Lisa Dobriskey · Regne Unit                                                                                | 4:03.75    | Shannon Rowbury · Estats Units | 4:04.18    |
| 5000 m Detalls | Vivian Cheruiyot · Kenya                                                                                          | 14:57.97    | Sylvia Jebiwott Kibet · Kenya                                                                              | 14:58.33   | Meseret Defar · Etiòpia | 14:58.41   |
| 10000 m Detalls | Linet Masai · Kenya                                                                                               | 30:51.24 SB | Meselech Melkamu · Etiòpia                                                                                 | 30:51.34   | Wude Ayalew Yimer · Etiòpia | 30:51.95   |
| Marató Detalls | Bai Xue · R.P. de la Xina                                                                                         | 2:25:15     | Yoshimi Ozaki · Japó                                                                                       | 2:25:25    | Aselefech Mergia · Etiòpia | 2:25:32    |
| 100 m tanques Detalls | Brigitte Foster-Hylton · Jamaica                                                                                  | 12.51 SB    | Priscilla Lopes-Schliep · Canadà                                                                           | 12.54      | Delloreen Ennis-London · Jamaica | 12.55 SB   |
| 400 m tanques Detalls | Melaine Walker · Jamaica                                                                                          | 52.42 CR NR | Lashinda Demus · Estats Units                                                                              | 52.96      | Josanne Lucas · Trinitat i Tobago | 53.20 NR   |
| 3000 m obstacles Detalls | Marta Domínguez · Espanya                                                                                         | 9:07.32 WL  | Yuliya Zarudneva · Rússia                                                                                  | 9:08.39 PB | Milcah Chemos Cheywa · Kenya | 9:08.57 PB |
| 20 km marxa Detalls | Olga Kaniskina · Rússia                                                                                           | 1:28:09     | Olive Loughnane · Irlanda                                                                                  | 1:28:58 SB | Liu Hong · R.P. de la Xina | 1:29:10 SB |
| 4x100 m Detalls | Jamaica · Simone Facey · Shelly-Ann Fraser · Aleen Bailey · Kerron Stewart                                        | 42.06       | Bahames · Sheniqua Ferguson · Chandra Sturrup · Christine Amertil · Debbie Ferguson-McKenzie               | 42.29 SB   | Alemanya · Marion Wagner · Anne Möllinger · Cathleen Tschirch · Verena Sailer                                                         | 42.87 SB   |
| 4x400 m Detalls | Estats Units · Debbie Dunn · Allyson Felix · Lashinda Demus · Sanya Richards · Natasha Hastings* · Jessica Beard* | 3:17.83 WL  | Jamaica · Rosemarie Whyte · Novlene Williams-Mills · Shereefa Lloyd · Shericka Williams · Kaliese Spencer* | 3:21.15 SB | Rússia · Anastasiya Kapachinskaya · Tatyana Firova · Lyudmila Litvinova · Antonina Krivoshapka · Natalya Nazarova* · Natalya Antyukh* | 3:21.64 SB |
| AR Rècord del continent \| CR Rècord del campionat \| NR Rècord nacional \| OR Rècord olímpic \| PB/PR Millor marca personal/Rècord personal SB Millor marca personal de la temporada \| WL Millor marca mundial de l'any \| WR Rècord del món | |             | |            | |            |

* Corredores que van participar només a les sèries i van rebre medalla.

### Concursos
2005 | 2007 | 2009 | 2011 | 2013
| Proves | Or                            | Or                  | Plata                               | Plata               | Bronze                        | Bronze   |
| Salt d'alçada Detalls | Blanka Vlašić · Croàcia       | 2.04                | Anna Chicherova · Rússia            | 2.02                | Ariane Friedrich · Alemanya   | 2.02     |
| align=center\| Salt amb perxa Detalls | Anna Rogowska · Polònia       | align=center\| 4.75 | Monika Pyrek · Polònia              | align=center\| 4.65 | align=center\| no atorgada    |          |
| align=center\| Salt amb perxa Detalls | Anna Rogowska · Polònia       | align=center\| 4.75 | Chelsea Johnson · Estats Units (SB) | align=center\| 4.65 | align=center\| no atorgada    |          |
| Salt de llargada Detalls | Brittney Reese · Estats Units | 7.10 WL             | Tatiana Lébedeva · Rússia           | 6.97 SB             | Karin Melis Mey · Turquia     | 6.80     |
| Triple salt Detalls | Yargelis Savigne · Cuba       | 14.95               | Mabel Gay · Cuba                    | 14.61 SB            | Anna Pyatykh · Rússia         | 14.58    |
| Llançament de pes Detalls | Valerie Vili · Nova Zelanda   | 20.44               | Nadine Kleinert · Alemanya          | 20.20 PB            | Gong Lijiao · R.P. de la Xina | 19.89 PB |
| Llançament de disc Detalls | Dani Samuels · Austràlia      | 65.44 PB            | Yarelis Barrios · Cuba              | 65.31 SB            | Nicoleta Grasu · Romania      | 65.20 SB |
| Llançament de javelina Detalls | Steffi Nerius · Alemanya      | 67.30 SB            | Barbora Špotáková · Txèquia         | 66.42 PB            | Mariya Abakumova · Rússia     | 66.06 SB |
| Llançament de martell Detalls | Anita Włodarczyk · Polònia    | 77.96 WR            | Betty Heidler · Alemanya            | 77.12 NR            | Martina Hrašnová · Eslovàquia | 74.49    |
| Heptatló Detalls | Jessica Ennis · Regne Unit    | 6731 WL             | Jennifer Oeser · Alemanya           | 6493 PB             | Kamila Chudzik · Polònia      | 6471 SB  |
| AR Rècord del continent \| CR Rècord del campionat \| NR Rècord nacional \| OR Rècord olímpic \| PB/PR Millor marca personal/Rècord personal SB Millor marca personal de la temporada \| WL Millor marca mundial de l'any \| WR Rècord del món |                               |                     |                                     |                     |                               |          |

## Medaller
Estat amfitrió (Alemanya)
| Posició | País              | Or | Plata | Bronze | Total |
| 1       | Estats Units      | 10 | 6     | 6      | 22    |
| 2       | Jamaica           | 7  | 4     | 2      | 13    |
| 3       | Kenya             | 4  | 5     | 2      | 11    |
| 4       | Rússia            | 4  | 3     | 6      | 13    |
| 5       | Polònia           | 2  | 4     | 2      | 8     |
| 6       | Alemanya          | 2  | 3     | 4      | 9     |
| 7       | Etiòpia           | 2  | 2     | 4      | 8     |
| 8       | Regne Unit        | 2  | 2     | 2      | 6     |
| 9       | Sud-àfrica        | 2  | 1     | 0      | 3     |
| 10      | Austràlia         | 2  | 0     | 2      | 4     |
| 11      | Bahrain           | 2  | 0     | 1      | 3     |
| 12      | Cuba              | 1  | 4     | 1      | 6     |
| 13      | R.P. de la Xina   | 1  | 1     | 2      | 4     |
| 14      | Noruega           | 1  | 1     | 0      | 2     |
| 15      | Espanya           | 1  | 0     | 1      | 2     |
| 16      | Barbados          | 1  | 0     | 0      | 1     |
| 16      | Croàcia           | 1  | 0     | 0      | 1     |
| 16      | Nova Zelanda      | 1  | 0     | 0      | 1     |
| 16      | Eslovènia         | 1  | 0     | 0      | 1     |
| 20      | França            | 0  | 1     | 2      | 3     |
| 20      | Trinitat i Tobago | 0  | 1     | 2      | 3     |
| 22      | Bahames           | 0  | 1     | 1      | 2     |
| 22      | Japó              | 0  | 1     | 1      | 2     |
| 24      | Canadà            | 0  | 1     | 0      | 1     |
| 24      | Xipre             | 0  | 1     | 0      | 1     |
| 24      | Txèquia           | 0  | 1     | 0      | 1     |
| 24      | Eritrea           | 0  | 1     | 0      | 1     |
| 24      | Irlanda           | 0  | 1     | 0      | 1     |
| 24      | Panamà            | 0  | 1     | 0      | 1     |
| 24      | Portugal          | 0  | 1     | 0      | 1     |
| 24      | Puerto Rico       | 0  | 1     | 0      | 1     |
| 32      | Estònia           | 0  | 0     | 1      | 1     |
| 32      | Mèxic             | 0  | 0     | 1      | 1     |
| 32      | Qatar             | 0  | 0     | 1      | 1     |
| 32      | Romania           | 0  | 0     | 1      | 1     |
| 32      | Eslovàquia        | 0  | 0     | 1      | 1     |
| 32      | Turquia           | 0  | 0     | 1      | 1     |
| Total   | Total             | 47 | 48    | 47     | 142   |